# Achtyrskij
Achtyrskij (ros. Ахтырский) – osiedle typu miejskiego w Rosji, w Kraju Krasnodarskim, w rejonie abińskim. W 2010 liczyło 20 100 mieszkańców.